# Cristiano Minellono
Cristiano Minellono, detto anche Popy (Arona, 27 marzo 1946), è un paroliere, attore teatrale e autore televisivo italiano.

## Biografia

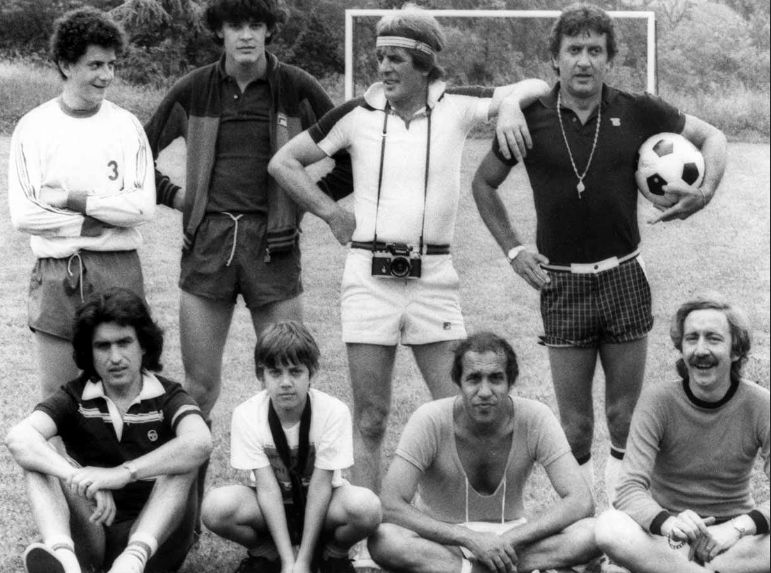
Cristiano Minellono (in basso a destra) insieme ad alcuni amici nella villa di Celentano (1982); tra essi Memo Dittongo con il pallone sottobraccio e in basso da sinistra Toto Cutugno, Giacomo Celentano e Adriano Celentano

Figlio d'arte (la madre Maria Pia Arcangeli è stata una cantante e attrice di prosa e varietà mentre il padre Carlo Minello era attore teatrale e cinematografico), è anche un autore televisivo ma è conosciuto prevalentemente per aver composto i testi di diverse canzoni italiane di musica leggera portate al successo da cantanti famosi. In questo senso ha spesso lavorato in coppia con noti colleghi parolieri come Luciano Beretta e Mogol, anche nella stesura di cover come ad esempio Tu vinci sempre, del 1969, derivata da Touch Me del gruppo dei The Doors, affidata alla cantante Katty Line.
Ha collaborato, fra gli altri, con Adriano Celentano (Il tempo se ne va, Soli) collaborando alla rinascita artistica del cantante, Toto Cutugno (L'italiano), i Ricchi e Poveri, Mia Martini, Riccardo Fogli, Al Bano e Romina Power, Dori Ghezzi, i Camaleonti, Umberto Balsamo, Memo Remigi, Patrick Samson, Mina, Edoardo Bennato, Alice, Domenico Modugno, Iva Zanicchi, Gigi Sabani.
Secondo una recente stima della Siae le canzoni scritte da Cristiano Minellono hanno raggiunto la cifra di 665 milioni di copie vendute in tutto il mondo.
Negli anni ottanta si consolida un sodalizio artistico col compositore Dario Farina per la stesura di brani incisi, poi, dai Ricchi e Poveri e da Al Bano e Romina Power. Tra questi, i più conosciuti sono Mamma Maria, Come vorrei, M'innamoro di te, Voulez vous danser e Se m'innamoro (quest'ultima prima classificata al Festival di Sanremo 1985) del trio genovese, Felicità e Ci sarà (primo posto al Festival di Sanremo 1984) dei coniugi Carrisi.
Nel 1982 scrive il testo di Magnifica serata, brano cantato dai Ricchi e Poveri, colonna sonora del film Scusa se è poco con Monica Vitti, Ugo Tognazzi e Diego Abatantuono.
Come autore ha vinto due edizioni del Festivalbar ed una di Un disco per l'estate, oltre a due Telegatti come migliore autore di testi. Gli è stato assegnato anche il Premio Paroliere. Si stima che le canzoni a cui ha contribuito siano state vendute in oltre 150 milioni di copie in tutto il mondo posizionandosi, in cinquantasei casi, ai primi posti delle hit parade.
Come discografico ha prodotto, fra gli altri, Toto Cutugno, i Ricchi e Poveri, Mia Martini, Dori Ghezzi, I Grimm, Idea 2, Franco Franchi e Ciccio Ingrassia, Barbara Bouchet, Patrick Samson.
Per la televisione ha collaborato alla scrittura di testi di conosciute trasmissioni televisive fra cui Beauty Center Show (1983), Premiatissima (1984), Una rotonda sul mare (1989).
Nel 2004 ha vinto lo Zecchino d'Oro con Il gatto puzzolone, che diventa uno dei brani più famosi della manifestazione ed il 13 giugno 2005 Viviana Reato ne ha inciso una cover.

## Attività di attore
Minellono ha avuto anche una lunga esperienza di attore teatrale sviluppatasi peraltro in giovanissima età e poi tralasciata per altre strade: compagnia dei giovani "il buio in cima alle scale", compagnia Adani-Cimara-"L'ospite inatteso", Compagnia Brignone Santuccio, Compagnia Calindri Volonghi Lionello, Compagnia Piero Mazzarella ecc. Nel 1959 è stato anche fra gli interpreti del film La notte brava di Mauro Bolognini, dove fu accreditato come Cristiano Minello.
Come Cristiano Minello ha interpretato anche per la televisione due serie complete della serie televisiva Le avventure di Laura Storm, a fianco di Lauretta Masiero ed Aldo Giuffré e molte commedie tra cui: Merluzzo, Mirra Efros, Simone e Laura, Giorgio Washington ha dormito qui, Una brava persona, Demetrio Pianelli, ecc.

## Altro
Minellono è stato per dodici anni consigliere di amministrazione del Piccolo Teatro di Milano. Ha ricoperto inoltre la carica di direttore generale della B&G Entertainment (dal 2002 al 2003) e ha fondato l'Associazione Italiana degli Autori. È stato anche responsabile artistico della Fininvest dal 1981 al 1989, capo degli autori e consigliere di Silvio Berlusconi.
Attivo come creativo anche in campo pubblicitario con Ferrero, Kraft, Standa, Philips, ecc.,: suo il testo del famoso spot natalizio della Coca Cola "Vorrei cantare insieme a voi", ha firmato con Massimo Boldi il libro Bestia che dolore, pubblicato per Arnoldo Mondadori Editore. Ha collaborato anche alla sceneggiatura di film quali Tifosi, Vacanze di Natale 2000, Body Guards e Natale sul Nilo.
Ha scritto anche un libro di poesie intitolato Io la notte scrivo (canzoni senza musica), pubblicato da Minerva Edizioni.
Appassionato di corse automobilistiche, a cavallo degli anni 70 e 80 corre nei campionati per vetture monoposto di Formula Monza, Formula Panda e Formula 2000 (vecchie Formula 3 riciclate) e con vetture Sport Prototipo, per fondare in seguito una propria scuderia.

## Le principali canzoni scritte da Cristiano Minellono
| Anno | Titolo                                                  | Autori del testo                                                        | Autori della musica                                               | Interpreti ed incisioni                   |
| ---- | ------------------------------------------------------- | ----------------------------------------------------------------------- | ----------------------------------------------------------------- | ----------------------------------------- |
| 1968 | Sono libero                                             | Cristiano Minellono                                                     | John Jerome Jackson e Pierre Tubbs                                | Volti '70                                 |
| 1968 | Acquario                                                | Cristiano Minellono, James Rado e Gerome Ragni                          | Galt MacDermot                                                    | Elio Gandolfi                             |
| 1968 | Hello, come stai                                        | Cristiano Minellono e Mogol                                             | Harry Vanda e George Young                                        | The Rokes                                 |
| 1969 | Il primo giorno di primavera                            | Cristiano Minellono e Mogol                                             | Mario Lavezzi                                                     | Dik Dik e Vanna Brosio                    |
| 1969 | Soli si muore                                           | Cristiano Minellono e Mogol                                             | Tommy James e Peter Lucia                                         | Patrick Samson                            |
| 1969 | Mai come lei nessuna                                    | Cristiano Minellono e Carlo Alberto Contini                             | Pierre Tubbs                                                      | Nomadi                                    |
| 1969 | Tu vinci sempre                                         | Cristiano Minellono e Luciano Beretta                                   | Ray Manzarek, John Densmore e Robby Krieger                       | Katty Line                                |
| 1969 | Il miraggio                                             | Cristiano Minellono e Mogol                                             | Roger Cook e Roger Greenaway                                      | Gli Scorpioni                             |
| 1969 | Il battello rosso                                       | Cristiano Minellono e Mogol                                             | Gross e Leka                                                      | Nuovi Angeli                              |
| 1969 | Forse hai perso la memoria                              | Cristiano Minellono, Felice Piccarreda, Harry Vanda e George Young      | Cahill                                                            | Nuovi Angeli                              |
| 1970 | Dille sì                                                | Cristiano Minellono                                                     | Paul Mc Cartney e John Lennon                                     | Patrick Samson                            |
| 1970 | Cuore che fai                                           | Cristiano Minellono                                                     | Ritchie Cordell, T. James e B.B. King                             | Patrick Samson                            |
| 1970 | Il sapore dell'estate                                   | Cristiano Minellono                                                     | Toto Cutugno                                                      | Patrick Samson                            |
| 1970 | Vola vola via                                           | Cristiano Minellono                                                     | Neil Diamond                                                      | Patrick Samson                            |
| 1970 | Ancora una notte                                        | Cristiano Minellono                                                     | Pino Donaggio                                                     | Patrick Samson                            |
| 1970 | Spero di svegliarmi presto                              | Cristiano Minellono e Mogol                                             | Mario Lavezzi                                                     | Caterina Caselli                          |
| 1970 | Mi piace la tua faccia                                  | Cristiano Minellono e Marcello Marchesi                                 | Aldo Buonocore                                                    | Giusy Balatresi                           |
| 1970 | Ahi! Che male che mi fai                                | Cristiano Minellono                                                     | Toto Cutugno                                                      | I Ragazzi della Via Gluck e Paolo Mengoli |
| 1970 | Che effetto mi fa                                       | Cristiano Minellono                                                     | Pino Donaggio                                                     | Pino Donaggio e Sandie Shaw               |
| 1971 | Qualcuno sa                                             | Alessandro Colombini e Cristiano Minellono                              | Tim Hardin                                                        | Fausto Leali                              |
| 1971 | Sole, buonanotte                                        | Cristiano Minellono e Felice Piccarreda                                 | Pino Donaggio                                                     | Nuovi Angeli                              |
| 1971 | Prigioniero                                             | Cristiano Minellono                                                     | Pino Donaggio                                                     | Pino Donaggio                             |
| 1971 | Peccato                                                 | Cristiano Minellono                                                     | Alberto Anelli                                                    | Wess                                      |
| 1971 | La notte è troppo lunga                                 | Cristiano Minellono                                                     | Roger Cook, Roger Greenaway e Tony Macaulay                       | Wess                                      |
| 1971 | Lo so che è stato amore                                 | Cristiano Minellono                                                     | Memo Remigi                                                       | Memo Remigi                               |
| 1971 | Mi succede d'amare                                      | Cristiano Minellono                                                     | Memo Remigi                                                       | Memo Remigi                               |
| 1971 | Cento donne, poi Maria                                  | Cristiano Minellono                                                     | Memo Remigi                                                       | Memo Remigi                               |
| 1971 | Libertà                                                 | Cristiano Minellono                                                     | Memo Remigi                                                       | Memo Remigi                               |
| 1972 | Gocce di pioggia su di me                               | Cristiano Minellono                                                     | Burt Bacharach                                                    | Patty Pravo; Iva Zanicchi; I Profeti      |
| 1972 | Ciao amico ciao                                         | Cristiano Minellono                                                     | Memo Remigi                                                       | Aguaviva                                  |
| 1972 | Un uomo senza una stella                                | Cristiano Minellono e Alessandro Colombini                              | Edoardo Bennato                                                   | Michele                                   |
| 1972 | Domani si comincia un'altra volta                       | Cristiano Minellono e Federico Monti Arduini                            | Domenico Modugno e Umberto Balsamo                                | Umberto Balsamo                           |
| 1972 | Che giorno è                                            | Cristiano Minellono                                                     | Alberto Anelli                                                    | Wess                                      |
| 1972 | Introduzione                                            | Cristiano Minellono e Daina Dini                                        | Gianni Leone                                                      | Il Balletto di Bronzo                     |
| 1972 | Primo incontro                                          | Cristiano Minellono e Daina Dini                                        | Gianni Leone                                                      | Il Balletto di Bronzo                     |
| 1972 | Secondo incontro                                        | Cristiano Minellono e Daina Dini                                        | Gianni Leone                                                      | Il Balletto di Bronzo                     |
| 1972 | Terzo incontro                                          | Cristiano Minellono e Daina Dini                                        | Gianni Leone                                                      | Il Balletto di Bronzo                     |
| 1972 | Epilogo                                                 | Cristiano Minellono e Daina Dini                                        | Gianni Leone                                                      | Il Balletto di Bronzo                     |
| 1973 | Il primo appuntamento                                   | Cristiano Minellono e Natale Massara                                    | Wess e Lubiak                                                     | Wess                                      |
| 1973 | Dolce frutto                                            | Cristiano Minellono                                                     | Umberto Balsamo                                                   | Ricchi e Poveri                           |
| 1973 | Grazie mille                                            | Carlo Nistri e Cristiano Minellono                                      | Angelo Sotgiu e Franco Gatti                                      | Ricchi e Poveri                           |
| 1973 | È colpa mia                                             | Cristiano Minellono                                                     | Massimo Cultraro                                                  | Iva Zanicchi                              |
| 1973 | Piccolo amore mio                                       | Cristiano Minellono                                                     | Gian Piero Reverberi, Angelo Sotgiu e Franco Gatti                | Ricchi e Poveri                           |
| 1973 | L'amore è un marinaio                                   | Cristiano Minellono                                                     | Alberto Testa ed Eros Sciorilli                                   | Rosanna Fratello                          |
| 1973 | Amore mio                                               | Cristiano Minellono                                                     | Umberto Balsamo                                                   | Umberto Balsamo                           |
| 1974 | Torna presto                                            | Cristiano Minellono                                                     | Roberto Soffici                                                   | I Domodossola                             |
| 1974 | Penso sorrido e canto                                   | Cristiano Minellono                                                     | Amedeo Minghi, Armando Toscani e Roberto Conrado                  | Ricchi e Poveri                           |
| 1974 | C'è una donna sola                                      | Cristiano Minellono e Franco Gatti                                      | Angelo Sotgiu e Michelangelo e Carmelo La Bionda                  | Ricchi e Poveri                           |
| 1974 | 1+2=3                                                   | Cristiano Minellono e Stefano Scandolara                                | Guy Fletcher e Doug Flett                                         | Ricchi e Poveri                           |
| 1974 | Torno da te                                             | Cristiano Minellono                                                     | Angelo Sotgiu e Franco Gatti                                      | Ricchi e Poveri                           |
| 1974 | C'è un poeta in me                                      | Cristiano Minellono                                                     | Armando Toscani, Angelo Sotgiu e Franco Gatti                     | Ricchi e Poveri                           |
| 1974 | Volo                                                    | Cristiano Minellono                                                     | David Gates                                                       | Ricchi e Poveri                           |
| 1974 | Amore sbagliato                                         | Cristiano Minellono                                                     | Armando Toscani, Angelo Sotgiu e Franco Gatti                     | Ricchi e Poveri                           |
| 1974 | Grazie di tutto                                         | Cristiano Minellono e Franco Gatti                                      | Gary Zekley e Eric Hord                                           | Ricchi e Poveri                           |
| 1974 | Povera bimba                                            | Cristiano Minellono                                                     | Armando Toscani, Angelo Sotgiu e Franco Gatti                     | Ricchi e Poveri                           |
| 1974 | Bugiardi noi                                            | Cristiano Minellono                                                     | Umberto Balsamo                                                   | Umberto Balsamo                           |
| 1974 | È colpa mia                                             | Cristiano Minellono                                                     | Massimo Cultraro                                                  | Iva Zanicchi                              |
| 1975 | Natalì                                                  | Cristiano Minellono                                                     | Umberto Balsamo                                                   | Umberto Balsamo                           |
| 1975 | Io, domani io                                           | Cristiano Minellono                                                     | Renato Brioschi                                                   | Mia Martini                               |
| 1975 | Rispondi                                                | Cristiano Minellono, Sergio Bardotti e Giampiero Scalamogna             | Richard Buchanan Kerr e Scott David English                       | Patty Pravo                               |
| 1975 | La tua malizia                                          | Cristiano Minellono                                                     | Renato Brioschi                                                   | Mia Martini                               |
| 1975 | Che senso ha                                            | Cristiano Minellono                                                     | Pezzini                                                           | Ricchi e Poveri                           |
| 1975 | Tu mi manchi                                            | Cristiano Minellono, Massimo Cultraro e Vincenzo Granito                | Franco Reitano e Mino Reitano                                     | Mino Reitano                              |
| 1975 | Insieme noi                                             | Cristiano Minellono, Giulio Cadile, Massimo Cultraro e Vincenzo Granito | Franco Reitano e Mino Reitano                                     | Mino Reitano                              |
| 1975 | Io voglio vivere                                        | Cristiano Minellono                                                     | Renato Brioschi e Stefano D'Orazio                                | Alice                                     |
| 1976 | Come stai con chi sei                                   | Cristiano Minellono e Lubiak                                            | Umberto Balsamo                                                   | Wess e Dori Ghezzi; Patrick Samson        |
| 1976 | Rivoglio lei                                            | Cristiano Minellono                                                     | Eric Carmen                                                       | Mario Tessuto                             |
| 1976 | Se spegni la luce                                       | Cristiano Minellono                                                     | Flavio Carraresi                                                  | Mario Tessuto                             |
| 1977 | Se ti voglio                                            | Cristiano Minellono                                                     | L. Bayer Sager e A. Hammond                                       | Mia Martini                               |
| 1977 | Che uomo sei                                            | Cristiano Minellono                                                     | Piero Soffici                                                     | Iva Zanicchi                              |
| 1977 | Tu in fondo all'anima                                   | Cristiano Minellono                                                     | Piero Soffici                                                     | Paolo Mengoli                             |
| 1977 | Mackintosh                                              | Miki Del Prete e Romolo Siena                                           | Cristiano Minellono e Adelmo Musso                                | Mal                                       |
| 1978 | Geppo                                                   | Cristiano Minellono e Adriano Celentano                                 | Tony Mimms e Adriano Celentano                                    | Adriano Celentano                         |
| 1978 | Che cosa ti farei                                       | Cristiano Minellono                                                     | Danny Baima Besquet                                               | Adriano Celentano                         |
| 1978 | Sei proprio tu                                          | Cristiano Minellono                                                     | Ronnie Jackson e Danny Baima Besquet                              | Adriano Celentano                         |
| 1978 | Ti avrò                                                 | Cristiano Minellono e Miki Del Prete                                    | Ronnie Jackson e Danny Baima Besquet                              | Adriano Celentano                         |
| 1978 | Se vuoi andare vai                                      | Cristiano Minellono                                                     | Ronnie Jackson e Danny Baima Besquet                              | Adriano Celentano                         |
| 1978 | Io ti porto via                                         | Cristiano Minellono e Riccardo Fogli                                    | Roby Facchinetti                                                  | Riccardo Fogli                            |
| 1978 | Si alza grande nel sole la mia voglia di te             | Cristiano Minellono e Riccardo Fogli                                    | Renato Brioschi                                                   | Riccardo Fogli                            |
| 1978 | Volo Fantastico                                         | Cristiano Minellono e Riccardo Fogli                                    | Walter Foini                                                      | Riccardo Fogli                            |
| 1978 | Cielo nero                                              | Cristiano Minellono                                                     | Lionel Richie                                                     | Camaleonti                                |
| 1978 | Ho scelto lei                                           | Cristiano Minellono                                                     | Tony Mimms                                                        | Camaleonti                                |
| 1978 | Amo                                                     | Cristiano Minellono                                                     | Dave Sumner e Douglas Meakin                                      | Camaleonti                                |
| 1978 | Finché c'è lei                                          | Cristiano Minellono                                                     | Renato Brioschi                                                   | Camaleonti                                |
| 1978 | Tu sei                                                  | Cristiano Minellono                                                     | Bob Crewe                                                         | Camaleonti                                |
| 1978 | Una serata come tante                                   | Cristiano Minellono                                                     | Toto Cutugno                                                      | Toto Cutugno                              |
| 1979 | Comprami                                                | Cristiano Minellono                                                     | Renato Brioschi                                                   | Viola Valentino                           |
| 1979 | California                                              | Cristiano Minellono                                                     | Danilo Vaona                                                      | Viola Valentino                           |
| 1979 | Anche tu                                                | Cristiano Minellono                                                     | Beppe Cantarelli                                                  | Mina                                      |
| 1979 | Soli                                                    | Cristiano Minellono                                                     | Toto Cutugno                                                      | Adriano Celentano                         |
| 1979 | Amore no                                                | Cristiano Minellono                                                     | Toto Cutugno                                                      | Adriano Celentano                         |
| 1979 | Non è                                                   | Cristiano Minellono                                                     | Toto Cutugno                                                      | Adriano Celentano                         |
| 1979 | Io e te                                                 | Cristiano Minellono                                                     | Giuseppe Di Stefano e Van Patterson                               | Adriano Celentano                         |
| 1979 | Voglio l'anima                                          | Cristiano Minellono                                                     | Toto Cutugno                                                      | Toto Cutugno                              |
| 1979 | Che amore vuoi che sia                                  | Cristiano Minellono                                                     | Roby Facchinetti e Riccardo Fogli                                 | Riccardo Fogli                            |
| 1979 | Ricominciare                                            | Cristiano Minellono e Riccardo Fogli                                    | Roby Facchinetti                                                  | Riccardo Fogli                            |
| 1979 | È l'amore                                               | Cristiano Minellono                                                     | Orlandini                                                         | Orietta Berti                             |
| 1979 | Giorno per giorno                                       | Cristiano Minellono e Domenico Modugno                                  | Toto Cutugno                                                      | Domenico Modugno                          |
| 1980 | Tu mi manchi dentro                                     | Cristiano Minellono                                                     | Renato Brioschi                                                   | Leroy Gomez                               |
| 1980 | 'Na parola                                              | Cristiano Minellono e Toto Cutugno                                      | Vincenzo Russo e Toto Cutugno                                     | Toto Cutugno                              |
| 1980 | Ma...                                                   | Cristiano Minellono e Maurizio Costanzo                                 | Toto Cutugno                                                      | Toto Cutugno                              |
| 1980 | Una serata come tante                                   | Cristiano Minellono                                                     | Toto Cutugno                                                      | Toto Cutugno                              |
| 1980 | Aeroporto Kennedy                                       | Cristiano Minellono                                                     | Toto Cutugno                                                      | Toto Cutugno                              |
| 1980 | Amore no                                                | Cristiano Minellono e Adelio Cogliati                                   | Toto Cutugno                                                      | Toto Cutugno                              |
| 1980 | Se vai via                                              | Cristiano Minellono e Adelio Cogliati                                   | Toto Cutugno                                                      | Toto Cutugno                              |
| 1980 | La stagione dell'amore                                  | Cristiano Minellono                                                     | Toto Cutugno e Jay                                                | Ricchi e Poveri                           |
| 1980 | Amare, ricominciare, no, no, no                         | Cristiano Minellono                                                     | Toto Cutugno e Jay                                                | Ricchi e Poveri                           |
| 1980 | Innamorata incavolata a vita                            | Cristiano Minellono                                                     | Toto Cutugno                                                      |                                           |
| 1980 | Un po' artista un po' no                                | Cristiano Minellono                                                     | Toto Cutugno                                                      | Adriano Celentano                         |
| 1980 | Il tempo se ne va                                       | Cristiano Minellono e Claudia Mori                                      | Toto Cutugno                                                      | Adriano Celentano                         |
| 1980 | L'orologio                                              | Cristiano Minellono                                                     | Toto Cutugno                                                      | Adriano Celentano                         |
| 1980 | Manifesto                                               | Cristiano Minellono                                                     | Toto Cutugno                                                      | Adriano Celentano                         |
| 1980 | Una parola non ci scappa mai                            | Cristiano Minellono                                                     | Toto Cutugno                                                      | Adriano Celentano                         |
| 1980 | Non se ne parla nemmeno                                 | Cristiano Minellono                                                     | Toto Cutugno                                                      | Adriano Celentano                         |
| 1980 | Se non è amore                                          | Cristiano Minellono                                                     | Toto Cutugno                                                      | Adriano Celentano                         |
| 1980 | Spettabile Signore                                      | Cristiano Minellono e Claudia Mori                                      | Toto Cutugno                                                      | Adriano Celentano                         |
| 1980 | Mamadodori                                              | Cristiano Minellono                                                     | Oscar Prudente                                                    | Dori Ghezzi                               |
| 1980 | Il gatto                                                | Cristiano Minellono                                                     | Rodolfo Grieco                                                    | Dori Ghezzi                               |
| 1980 | Anni fa                                                 | Cristiano Minellono                                                     | Gino De Stefani                                                   | Dori Ghezzi                               |
| 1980 | Viva l'amore                                            | Cristiano Minellono                                                     | Angelo Sotgiu                                                     | Dori Ghezzi                               |
| 1980 | Mio signore (wo-ya-ya)                                  | Cristiano Minellono                                                     | Osei                                                              | Dori Ghezzi                               |
| 1980 | Era notte                                               | Cristiano Minellono                                                     | Oscar Prudente                                                    | Dori Ghezzi                               |
| 1980 | Buongiorno                                              | Cristiano Minellono                                                     | Gino De Stefani                                                   | Dori Ghezzi                               |
| 1981 | M'innamoro di te                                        | Cristiano Minellono                                                     | Dario Farina                                                      | Ricchi e Poveri                           |
| 1981 | Come vorrei                                             | Cristiano Minellono                                                     | Dario Farina                                                      | Ricchi e Poveri                           |
| 1981 | Made in Italy                                           | Cristiano Minellono                                                     | Gian Piero Reverberi e Dario Farina                               | Ricchi e Poveri                           |
| 1981 | Stasera canto                                           | Cristiano Minellono                                                     | Dario Farina                                                      | Ricchi e Poveri                           |
| 1981 | E penso a te                                            | Cristiano Minellono                                                     | Daniele Pace e Gabriele Balducci                                  | Ricchi e Poveri                           |
| 1981 | Ninna nanna                                             | Cristiano Minellono                                                     | Angelo Sotgiu e Alberto Gaviglio                                  | Ricchi e Poveri                           |
| 1981 | Bello l'amore                                           | Cristiano Minellono                                                     | Angelo Sotgiu e Franco Gatti                                      | Ricchi e Poveri                           |
| 1981 | Tu sei mia                                              | Cristiano Minellono                                                     | Toto Cutugno                                                      | Toto Cutugno                              |
| 1981 | È un anno che tu butti via                              | Cristiano Minellono                                                     | Toto Cutugno                                                      | Toto Cutugno                              |
| 1981 | Donna                                                   | Cristiano Minellono                                                     | Toto Cutugno                                                      | Toto Cutugno                              |
| 1981 | E mi pareva strano                                      | Cristiano Minellono e Marcello Ciorciolini                              | Gianni Boncompagni                                                | Franco Franchi e Ciccio Ingrassia         |
| 1981 | Chissà se domani                                        | Cristiano Minellono                                                     | Enzo Ghinazzi e Donatella Milani                                  | Pupo                                      |
| 1981 | Crazy Movie                                             | Cristiano Minellono                                                     | Crudup                                                            | Adriano Celentano                         |
| 1981 | Quando                                                  | Cristiano Minellono                                                     | Miky Del Prete                                                    | Adriano Celentano                         |
| 1982 | La donna di un re                                       | Cristiano Minellono                                                     | Adriano Celentano                                                 |                                           |
| 1982 | Felicità                                                | Cristiano Minellono                                                     | Dario Farina e Gino De Stefani                                    | Al Bano e Romina Power                    |
| 1982 | Angeli                                                  | Cristiano Minellono                                                     | Dario Farina                                                      | Al Bano e Romina Power                    |
| 1982 | Arrivederci a Bahia                                     | Cristiano Minellono                                                     | Dario Farina                                                      | Al Bano e Romina Power                    |
| 1982 | Sei la mia donna                                        | Cristiano Minellono                                                     | Duilio Sorrenti e Giuseppe Santamaria                             | Mal                                       |
| 1982 | Mi va                                                   | Cristiano Minellono                                                     | Toto Cutugno                                                      | Toto Cutugno                              |
| 1982 | America                                                 | Cristiano Minellono                                                     | Toto Cutugno                                                      | Toto Cutugno                              |
| 1982 | Sinfonia                                                | Cristiano Minellono                                                     | Toto Cutugno                                                      | Toto Cutugno                              |
| 1982 | Io voglio vivere                                        | Cristiano Minellono e Stefano D'Orazio                                  | Renato Brioschi                                                   | Riccardo Fogli                            |
| 1982 | Mamma Maria                                             | Cristiano Minellono                                                     | Dario Farina                                                      | Ricchi e Poveri                           |
| 1982 | Magnifica serata                                        | Cristiano Minellono                                                     | Dario Farina                                                      | Ricchi e Poveri                           |
| 1982 | Venezia                                                 | Cristiano Minellono                                                     | Dario Farina ed Enzo Ghinazzi                                     | Ricchi e Poveri                           |
| 1982 | Malinteso                                               | Cristiano Minellono                                                     | Dario Farina                                                      | Ricchi e Poveri                           |
| 1982 | Piccolo amore                                           | Cristiano Minellono                                                     | Dario Farina                                                      | Ricchi e Poveri                           |
| 1982 | Poveri                                                  | Cristiano Minellono                                                     | Dario Farina, Gian Piero Ameli e Gino De Stefani                  | Ricchi e Poveri                           |
| 1982 | Amarsi un po'                                           | Cristiano Minellono                                                     | Dario Farina                                                      | Ricchi e Poveri                           |
| 1982 | Fortissimo                                              | Cristiano Minellono                                                     | Gian Piero Reverberi e Paolo Barabani                             | Ricchi e Poveri                           |
| 1982 | C'è che sto bene                                        | Cristiano Minellono                                                     | Dario Farina                                                      | Ricchi e Poveri                           |
| 1982 | Perché ci vuole amore                                   | Cristiano Minellono                                                     | Dario Farina                                                      | Ricchi e Poveri                           |
| 1982 | Canzone contro                                          | Cristiano Minellono                                                     | Renato Pareti                                                     | Elisabetta Viviani                        |
| 1983 | Tu soltanto tu (mi hai fatto innamorare)                | Cristiano Minellono                                                     | Dario Farina e Michael Hofmann                                    | Al Bano e Romina Power                    |
| 1983 | Parigi è bella (com'è)                                  | Cristiano Minellono                                                     | Dario Farina                                                      | Al Bano e Romina Power                    |
| 1983 | Che angelo sei                                          | Cristiano Minellono e Romina Power                                      | Albano Carrisi                                                    | Al Bano e Romina Power                    |
| 1983 | A me mi torna in mente una canzone                      | Cristiano Minellono                                                     | Dario Farina                                                      | Gigi Sabani                               |
| 1983 | L'italiano                                              | Cristiano Minellono                                                     | Toto Cutugno                                                      | Toto Cutugno                              |
| 1983 | Io vivo qui                                             | Cristiano Minellono                                                     | Domenico Modugno e Gino De Stefani                                | Domenico Modugno                          |
| 1983 | Voulez vous danser                                      | Cristiano Minellono e Amerigo Paolo Cassella                            | Dario Farina                                                      | Ricchi e Poveri                           |
| 1983 | Acapulco                                                | Cristiano Minellono                                                     | Dario Farina e Michael Hofmann                                    | Ricchi e Poveri                           |
| 1983 | Hasta la vista                                          | Cristiano Minellono e Amerigo Paolo Cassella                            | Dario Farina                                                      | Ricchi e Poveri                           |
| 1983 | Dan Dan (È una canzone d'amore)                         | Cristiano Minellono                                                     | Dario Farina e Michael Hofmann                                    | Ricchi e Poveri                           |
| 1983 | Cosa sei                                                | Cristiano Minellono                                                     | Dario Farina                                                      | Ricchi e Poveri                           |
| 1983 | Ciao Italy ciao amore                                   | Cristiano Minellono                                                     | Dario Farina e Michael Hofmann                                    | Ricchi e Poveri                           |
| 1983 | Sei la sola che amo                                     | Cristiano Minellono                                                     | Dario Farina                                                      | Ricchi e Poveri                           |
| 1983 | E io mi sono innamorato                                 | Cristiano Minellono                                                     | Dario Farina                                                      | Ricchi e Poveri                           |
| 1983 | Un altro lui un'altra lei                               | Cristiano Minellono                                                     | Dario Farina                                                      | Ricchi e Poveri                           |
| 1983 | Se tu fossi bello                                       | Cristiano Minellono                                                     | Dario Farina                                                      | Barbara Bouchet                           |
| 1983 | Vegetable rap                                           | Cristiano Minellono                                                     | Dario Farina e Gino De Stefani                                    | Barbara Bouchet                           |
| 1984 | Maledetta televisione                                   | Cristiano Minellono                                                     | Arthur Crudup                                                     | Adriano Celentano                         |
| 1984 | Cara baby                                               | Cristiano Minellono                                                     | Miky Del Prete                                                    |                                           |
| 1984 | Ci sarà                                                 | Cristiano Minellono                                                     | Dario Farina                                                      | Al Bano e Romina Power                    |
| 1984 | Al ritmo di beguine (ti amo)                            | Cristiano Minellono                                                     | Dario Farina e Michael Hofmann                                    | Al Bano e Romina Power                    |
| 1984 | L'amore è                                               | Cristiano Minellono                                                     | Michael Hofmann                                                   | Al Bano e Romina Power                    |
| 1984 | Quando un amore se ne va                                | Cristiano Minellono                                                     | Dario Farina e Michael Hofmann                                    | Al Bano e Romina Power                    |
| 1984 | Canzone blu                                             | Cristiano Minellono                                                     | Dario Farina                                                      | Al Bano e Romina Power                    |
| 1984 | Grazie                                                  | Cristiano Minellono                                                     | Dario Farina e Michael Hofmann                                    | Al Bano e Romina Power                    |
| 1984 | Storia d'amore per due                                  | Cristiano Minellono                                                     | Mino Reitano                                                      | Mino Reitano                              |
| 1985 | Se m'innamoro                                           | Cristiano Minellono                                                     | Dario Farina                                                      | Ricchi e Poveri                           |
| 1985 | Noi, ragazzi di oggi                                    | Cristiano Minellono                                                     | Toto Cutugno                                                      | Luis Miguel                               |
| 1985 | Dimmi quando                                            | Cristiano Minellono                                                     | Dario Farina                                                      | Ricchi e Poveri                           |
| 1985 | Mami Mami                                               | Cristiano Minellono                                                     | Dario Farina e Michael Hofmann                                    | Ricchi e Poveri                           |
| 1986 | Innamoratissimo (Tu che fai battere forte il mio cuore) | Cristiano Minellono e Stefano Rota                                      | Stefano Righi, Michelangelo e Carmelo La Bionda e Sergio Conforti | Righeira                                  |
| 1986 | Il cielo                                                | Cristiano Minellono                                                     | Toto Cutugno                                                      | Toto Cutugno                              |
| 1986 | Una donna come te                                       | Cristiano Minellono                                                     | Toto Cutugno                                                      | Toto Cutugno                              |
| 1987 | Cocco bello Africa                                      | Cristiano Minellono e Oscar Avogadro                                    | Dario Farina                                                      | Ricchi e Poveri                           |
| 1987 | Voglio stringerti ancora                                | Cristiano Minellono e Oscar Avogadro                                    | Dario Farina                                                      | Ricchi e Poveri                           |
| 1987 | C'è che luna c'è che mare                               | Cristiano Minellono e Oscar Avogadro                                    | Michael Hofmann                                                   | Ricchi e Poveri                           |
| 1987 | Lascia libero il cielo                                  | Cristiano Minellono, Oscar Avogadro e Michael Kunze                     | Vince Tempera e Dario Farina                                      | Ricchi e Poveri                           |
| 1987 | Donne così                                              | Cristiano Minellono                                                     | Umberto Smaila                                                    | Umberto Smaila                            |
| 1988 | Che amici                                               | Cristiano Minellono                                                     | Al Camarro e L.B.Horn                                             | Al Bano e Romina Power                    |
| 1988 | Questa notte                                            | Cristiano Minellono e Romina Power                                      | Al Camarro e L.B.Horn                                             | Al Bano e Romina Power                    |
| 1988 | Non pensarci più                                        | Cristiano Minellono                                                     | Albano Carrisi e L.B.Horn                                         | Al Bano e Romina Power                    |
| 1988 | Era casa mia                                            | Cristiano Minellono                                                     | Albano Carrisi                                                    | Al Bano e Romina Power                    |
| 1990 | Sarà                                                    | Cristiano Minellono                                                     | Toto Cutugno                                                      | Toto Cutugno                              |
| 1994 | Baciamoci                                               | Cristiano Minellono                                                     | Umberto Napolitano                                                | Ricchi e Poveri                           |
| 1998 | È finita                                                | Cristiano Minellono e Spooner Oldam                                     | Oscar Franck                                                      | Uh!                                       |
| 2004 | Il gatto puzzolone                                      | Federico Padovano                                                       | Cristiano Minellono e Alessandro Nidi                             | Mauro Farci, Zecchino d'Oro               |
| 2007 | Era casa mia                                            | Cristiano Minellono                                                     | Albano Carrisi                                                    | Al Bano                                   |
| 2009 | La canzone di Jas-Bi                                    | Yari Carrisi e Albano Carrisi                                           | Cristiano Minellono                                               | Al Bano                                   |
| 2011 | Io mi ricordo di te                                     | Cristiano Minellono                                                     | Georgou Lasthanoss                                                | Al Bano                                   |
| 2011 | Isole                                                   | Cristiano Minellono                                                     | Georgou Lasthanoss                                                | Al Bano                                   |
| 2011 | Lei c'è                                                 | Cristiano Minellono                                                     | Georgou Lasthanoss                                                | Al Bano                                   |
| 2011 | Bella                                                   | Cristiano Minellono e Lazaros Komninos                                  | Giannis Ploutarhos                                                | Al Bano                                   |
| 2012 | Dimmi che mi ami                                        | Cristiano Minellono                                                     | Dario Farina                                                      | Ricchi e Poveri                           |
| 2014 | Ciao papà                                               | Cristiano Minellono e Albano Carrisi                                    | Giò Valeriani e Bruno Lanza                                       | Al Bano                                   |
| 2020 | Cambierà                                                | Cristiano Minellono                                                     | Alterisio Paoletti e Al Bano                                      | Al Bano e Romina Power                    |
| 2020 | Da qui all'eternità                                     | Cristiano Minellono                                                     | Alfio Santonocito e Andrea Gallo                                  | Viola Valentino                           |

## Programmi televisivi
Trasmissioni televisive scritte o per le quali Minellono ha collaborato come autore o responsabile artistico:
- Premiatissima
- Risatissima
- Beauty Center Show
- Festivalbar
- Una rotonda sul mare
- OK il prezzo è giusto
- Studio 5
- Telegatti
- Un autunno tutto d'oro
- Canzoni spericolate
- Buona Domenica
- Donna sotto le stelle
- Grand Hotel
- Emilio
- Una sera c'incontrammo
- Buon anno musica
- Momenti di gloria
- Stranamore
- Voilà la cinq
- La strana coppia
- 100 milioni più IVA
- Non è la RAI
- Furore
- Taitanic
- Sotto le stelle
- I Tiribitanti
- Notte italiana
- Sei forte
- 24 Piste

## Prosa radiofonica
Per la Rai (accreditato come Cristiano Minello):
- Merluzzo di Marcel Pagnol, con Odoardo Spadaro, Carlo Ninchi, Alvaro Piccardi e Santo Versace, regia di Alessandro Brissoni, trasmessa lunedì 22 aprile 1957, nel secondo programma, ore 21,15.

## Colonne sonore
- 1982 – Colonna sonora (autore) del film Scusa se è poco, regia di Marco Vicario

## Riconoscimenti
In carriera Minellono ha ricevuto i seguenti premi:
- 1º premio europeo SIAE come migliore autore 1980-1985
- Festival di Sanremo 1976: secondo posto con Come stai, con chi sei cantata da Wess e Dori Ghezzi
- Festival di Sanremo 1982: secondo posto con Felicità cantata da Al Bano e Romina Power
- Festival di Sanremo 1984: primo posto con Ci sarà cantata da Al Bano e Romina Power
- Festival di Sanremo 1985: primo posto con Se mi innamoro cantata dai Ricchi e Poveri
- Festival di Sanremo 1985: secondo posto con Noi ragazzi di oggi, interpretata da Luis Miguel
- Oscar Internazionale A.F.A.
- Perseo d'Oro
- Vincitore del Festival di Malta
- Vincitore del Festival di Zurigo
- Vincitore di nove Telegatti d'oro per i programmi televisivi e due come autore di testi per musica
- Vincitore dello Zecchino d'argento per le canzoni italiane al 47º Zecchino d'Oro 2004
- Vincitore del 47º Zecchino d'Oro 2004
- 2º classificato al Festival della Rosa d'oro di Montreux 1983 (per Beauty Center Show)
- 1º classificato Festival dell'Atlantico 1985 con la canzone Sei la sola che amo, Ricchi e Poveri